# Tim Plester
Timothy Marc Plester (10 de septiembre de 1970) es un actor, dramaturgo y productor de películas británico, conocido por los documentales Way of the Morris y The Ballad of Shirley Collins - además de por sus papeles de televisión y cine.

## Primeros años y educación
Nacido y criado en Oxfordshire, Plester se graduó del Dartington College of Arts en Devon en Teatro, y fue alumna honoraria de Estudios Dramatúrgicos en la Universidad de Birmingham.

## Carrera
Su premiado documental Way of the Morris se estrenó en SXSW 2011, y recibió un lanzamientos limitados en los cines de Reino Unido antes de ser lanzado en DVD. Codirigido junto a Rob Curry, y producido independientemente por Fifth Column Films, al documental contribuyeron Billy Bragg, Chris Leslie y miembros del pueblo de Adderbury. Fue seleccionada por UK Film Focus como una de las películas "rompedoras" de 2011. Plester y Curry también son responsables por el cortometraje Here We’m Be Together (estrenado en el BFI London Film Festival 2014). The Ballad of Shirley Collins, un documental sobre la cantante folk inglesa Shirley Collins, se estrenó en el BFI London Film Festival 2017. La película también fue estrenada eb el Rotterdam international film festival y CPH:DOCS en Dinamarca.
Entre sus trabajos como guionista se encuentra Ant Muzak (2002), un cortometraje dirigido por Ben Gregor y protagonizado por Nick Moran y Mackenzie Crook. Fue el recipiente de un Audience Award en el Sydney Film Festival 2003 y fue nominado a 'Mejor Cortometraje de Reino Unido' en el Soho Rushes Festival 2003 y el Raindance Film Festival 2002. También escribió y creó Blake's Junction 7 (2004), dirigido una vez más por Ben Gregor, y protagonizado por Johnny Vegas, Mackenzie Crook, Mark Heap, Raquel Cassidy, y Martin Freeman – estrenado en el Edinburgh Film Festival 2004. Ambos metrajes recibieron buenas críticas y fueron lanzados en DVD en 2008, junto a una tercera películas titulada World of Wrestling (2007), que con el mismo guionista y director como las otras dos, fue protagonizada por Mackenzie Crook, Kevin Eldon, Patrick Baladi, Miranda Hart y Kris Marshall. En 2007, Plester completó su trabajo en la comedia English Language (With English Subtitles) - lo que marcó su debut editorial. El cortometraje, el cual Plester protagonizó (junto a MyAnna Buring y Craig Parkinson), se estrenó en Los Angeles Film Festival 2007, y fue expuesta en 45 festivales de cine de todo el mundo, llevándose cinco premios. Ha escrito y dirigido Et In Motorcadia Ego! y la premiada película Slapphappy - estrenada en el Belfast Film Festival en 2008.
Ganador del premio 'National Student Playwright Of The Year' 1992-1993, entre sus obras escritas para teatro se encuentran; Dakota (Edinburgh Festival 1995 y National Tour 1996), Mad Dog Killer Leper Fiend (Edinburgh Festival 1996 y Man In The Moon Theatre 1997), y Yellow Longhair (London's Oval House Theatre 2000).
En televisión y cine ha participado en Lockout (EuropaCorp), Kick-Ass (Universal), Control (Northsee Pictures), Cuban Fury (Big Talk), Closer to the Moon (Mandragora Movies), Wolf Hall (BBC), Bone in the Throat (Hello and Company), Shifty (Metrodome), Doctor Who (BBC), Life on Mars (BBC), La movida (BBC), Murphy's Law (BBC), 1066: The Battle For Middle Earth (Channel 4), Magicians (Universal Films), It's All Gone Pete Tong (Vertigo Films), Galavant (ABC), Heist (BBC), Ant Muzak (Film Club), Criminal Justice (BBC), Five Daughters (BBC), Silent Witness (BBC), The Wrong Mans (BBC), Uncle Dad (SMG), Goths (BBC), Residents (BBC), Friends and Crocodiles (BBC), Happiness (BBC) y el cortometraje ganador de un BAFTA, September. Plester hizo del ladrón Linus Brody en las dos primeras temporadas de WPC 56. Hizo el papel de Walder Ríos el negro en la serie Game of Thrones